# Насрауи, Радхия
Радхия Насрауи (араб. راضية النصراوي‎, фр. Radhia Nasraoui, род. 1953) — тунисская правозащитница, общественно-политический деятель и член Коммунистической партии рабочих Туниса. Жена Хаммы Хаммами. В 2012 году её была присуждена Премия Улофа Пальме. В 2013 году получила серебряную «Медаль гёзов», вручаемую голландским фондом Geuzenverzet 1940—1945.

## Биография
Родилась в 1953 в городе Тунисе.
Радхия Насрауи выступает в защиту прав человека (в частности, против пыток) с 1970-х годов. При президенте Хабибе Бургибе был запрещен протест студентов и рабочих. В 1976 Насрауи убедила адвокатскую контору, в которой она работала, защитить обвиняемых студентов. После всеобщей забастовки в «Черный четверг» в Тунисе, которая сопровождалась кровавыми беспорядками и многочисленными жертвами, она открыла собственную юридическую фирму в 1978 году.
С октября по декабрь 2003 года Радхия проводила голодовку в знак протеста против отсутствия гражданских свобод в своей стране.
С 1981 года замужем за Хаммом Хаммами, генеральным секретарем Коммунистической партии рабочих Туниса, имеет трех дочерей: Надя, Усама и Сара.

## Радхия Насрауи в кино
В 2011 на специальном показе Каннского кинофестиваля был показан документальный фильм Мурада бен Шейха — «Больше никакого страха», героями которого стали Радхия Насрауи, блогер Лина Бен Мхенни и Карем Шериф.